# Gastrocopta dalliana
Gastrocopta dalliana är en snäckart som först beskrevs av Sterki 1898.  Gastrocopta dalliana ingår i släktet Gastrocopta och familjen puppsnäckor. Inga underarter finns listade i Catalogue of Life.